# Lasenthai
Koning Somdetch Brhat-Anya Chao Suvarna Panalang Raja Sri Sadhana Kanayudha, beter bekend onder de naam Lasenthai volgde zijn oudere broer Souvanna Banlang op als 13e koning van Lan Xang in 1485. Hij was een zoon van koning Sao Tia Kaphat en zijn eigen naam was Lankara, voor hij Souvanna Banlang opvolgde was hij gouverneur van Nongkae. Hij werd gekroond in 1491,  de relaties met Ayutthaya waren in die tijd bijzonder vriendelijk en de koning van Ayutthaya, Boroma Trailokanart, stuurde dan ook een speciale afgezant naar de kroning. Koning Lasenthai stierf onverwachts in 1495 na een vreedzame heerschappij van 10 jaar.
Voor zover bekend had hij één zoon:
- Prins (Chao Fa) Som Phu, volgde koning Lasenthai op in 1495